# Лира, Артур
Артур Лира (порт. Arthur Lira; род. 25 июня 1969, Масейо) — бразильский государственный и политический деятель. Член «Прогрессистской партии Бразилии», является федеральным депутатом от штата Алагоаса и председателем Палаты депутатов с февраля 2021 года.

## Биография
В 1992 году был избран членом городского совета Масейо и переизбран в 1996 году. В 1998 году был избран депутатом штата, переизбранным в 2002 и 2006 годах. Ранее являлся членом «Партии либерального фронта», «Бразильской социал-демократическая партии», «Бразильской рабочей партии» и «Партии национальной мобилизации». В 2009 году присоединился к «Прогрессистской партии Бразилии» и был избран федеральным депутатом в 2010 году, переизбран в 2014 и 2018 годах.
В 2017 году голосовал за импичмент президента Бразилии Дилмы Русеф и за поправку к Конституции, ограничивающую государственные расходы в 2016 году. В 2017 году поддержал трудовую реформу и проголосовал против двух жалоб Федеральной прокуратуры на президента Мишела Темера в августе и октябре. Сам обвинялся в коррупции, незаконном обогащении и домашнем насилии.
В январе 2021 года сторонники президента Жаира Болсонару выдвинули кандидатуру Артура Лира на должность руководителя Палаты депутатов. На голосовании его кандидатуру поддержали 11 партий: «Социал-либеральная партия», «Прогрессистская партия», «Либеральная партия», «Социал-демократическая партия», «Подемос», «Аванте», «Бразильская рабочая партия», «Социал-христианская партия», «Патриота», «Республиканская партия социального порядка» и «Бразильская республиканская партия». Целью группы партий было победить кандидатов Родригу Майя и Балейю Росси.